# Czerwono-Czarni (album)
Czerwono-Czarni – pierwszy album długogrający zespołu Czerwono-Czarni wydany w 1966, choć zespół od 1961 nagrał już wiele singli i EP-ek.

## Lista utworów

### Strona A
| 1. | "Ani mi się śni" (sł. K. Winkler, muz. R. Poznakowski)               | 2:34  |
|    |                                                                      |       |
| 2. | "Czekoladowy krem" (sł. A. Krzewska, muz. R. Poznakowski)            | 2:37  |
|    |                                                                      |       |
| 3. | "Masz takie same oczy jak ona" (sł. K. Winkler, muz. R. Poznakowski) | 2:58  |
|    |                                                                      |       |
| 4. | "Sobota to mój dzień" (sł. M. Karszowa, muz. R. Poznakowski)         | 2:06  |
|    |                                                                      |       |
| 5. | "Sandwicz" (sł. i muz. Zbigniew Bizoń)                               | 2:17  |
|    |                                                                      |       |
| 6. | "Cztery maki" (sł. K. Dzikowski, muz. M. Święcicki)                  | 3:01  |
|    |                                                                      |       |
| 7. | "Ten pierwszy dzień" (sł. K. Dzikowski, muz. R. Poznakowski)         | 3:00  |
|    |                                                                      |       |
| 8. | "Czy krasnoludki są na świecie" (sł. K. Dzikowski, muz. H. Zomerski) | 2:20  |
|    |                                                                      |       |
|    |                                                                      | 20:53 |
|    |                                                                      |       |

### Strona B
| 1. | "Mój dom gdzieś daleko" (sł. J. Kondratowicz, muz. R. Poznakowski)      | 3:48  |
|    |                                                                         |       |
| 2. | "Piosenka z kółkiem" (sł. K. Winkler, muz. R. Poznakowski)              | 2:41  |
|    |                                                                         |       |
| 3. | "Trzysta tysięcy gitar" (sł. K. Dzikowski i W. Młynarski, muz. M. Sart) | 2:00  |
|    |                                                                         |       |
| 4. | "Mały Książę" (sł. K. Dzikowski, muz. R. Poznakowski)                   | 3:47  |
|    |                                                                         |       |
| 5. | "Tato, kup mi dżinsy" (sł. K. Wolińska, muz. M. Sewen)                  | 1:38  |
|    |                                                                         |       |
| 6. | "To nie grzech" (sł. A. Kudelski, muz. K. Sadowski)                     | 2:41  |
|    |                                                                         |       |
| 7. | "Lot trzmiela" (muz. N. Rimski-Korsakow)                                | 1:30  |
|    |                                                                         |       |
| 8. | "Jestem ciągle sama" (sł. M. Święcicki, muz. J. Daler i M. Święcicki)   | 3:03  |
|    |                                                                         |       |
|    |                                                                         | 21:08 |
|    |                                                                         |       |

## Wykonawcy
- Katarzyna Sobczyk – śpiew (A1, A6, B2, B4, B6)
- Karin Stanek – śpiew (A2, A4, A8, B3, B5, B8)
- Toni Keczer – śpiew (A3, A7, B1)
- Tadeusz Mróz – gitara
- Ryszard Poznakowski – fortepian, organy
- Henryk Zomerski – gitara basowa
- Ryszard Gromek – perkusja
- Zbigniew Bizoń – saksofon tenorowy
- Maciej Kossowski – trąbka

## Wydania
- 1966 – Polskie Nagrania Muza LP
- 1966 – Syrena Records Company LP
- 1984 – Polskie Nagrania Muza LP
- 2000 – Yesterday CD
- 2002 – Yesterday CD